# Манастир Вујан
Манастир Вујан, манастир Српске православне цркве, налази се на шумовитој падини под врхом планине Вујан, на средини пута између Горњег Милановца и Чачка, у атару села Прислоница. Припада епархији жичкој. Слава манастира је Сабор светог Архангела Гаврила. Није познато када је основан, али свакако потиче из 13. века.
Име планине Вујан и манастира Вујан, потиче од старе српске речи ујити, вујити или хујити, јер се на планини стално чује звук хујања ветра, који се спушта низ планину преко густе столетне шуме.

## Архитектура
Црква је једнобродна грађевина заведена сегменичнима сводовима. Над припратом је, уместо куполе, узидана непропорционална кула-звоник, округаоног облика. Споља је призидан дрвени нартекс. Испод профилисаног кровног венца, цркву опасује декоративни фриз слепих аркада.
Данашња црква светог арханђела Михаила саграђена је 1805. године. Ктитор цркве је Никола Милићевић Луњевица.

## Старешине манастира
- Јулијан Кнежевић игуман манастира (1940—1945)
- Софроније Ракетић игуман манастира (1945—1950)
- Мирон Игњатовић игуман манастира (1950—1976)
- Јован Никитовић игуман манастира (1976—2020)
- Јелена Никитовић игуманија манастира (2020—2021)

## Унутрашњост
Првобитни живопис из 1805. године је уништен а део старог иконостаса из 1808. године који су по једном запису радили Стојан и Јеремија Михајловић, стари изографи, премештен је у цркву свете Богородице у Горњој Трепчи. 
Храм је споља и изнутра моловао 1851. године Андреја Дијаковић, а један од призора на спољашњој фасади је наводно био портрет Мутапов. Садашње фреске су без веће уметничке вредности и потичу из 1939. и 1943. године.
Остао је само стуб од часне трпезе као спомен на време Немањића.
Од драгоцености помињу се у другој половини 19. века: једна икона са грчким натписом, коју су Срби из Сјенице током буне донели у манастир 1809. године. Барјак војводе Лазара Мутапа који садржи грб Трибалије (тадашње Шумадије) и грб Србије, а изнад грб Раме. Барјак је био са обе стране са словенским натписом, у којем се помињу Серби и Сербија. Мутап је исти барјак 1813. године нашао и са њим је војевао док није код Чачка био смртно рањен. Онда га је послао у манастир Рујан, где ће му и гроб бити у цркви, у припрати са десне стране.

## Историја
Почетком 14. века, за време краља Милутина, монаси са Свете горе Атонске, бежећи пред најездом одметнутих католичких плаћеника каталана, устројили су монашки живот у Овчарско-кабларској клисури. 
Основали су манастир Обровин (или Обров, Ујан или Хујан), на километар и по удаљен од места где се данас налази манастир Вујан.
Манастир Обровин је име добио по сакупљању или обревању народном. 
Обровин је био место где су се одржавали народни сабори и састанци. 
После злочина над српским народом од стране Турака, предвођених Синан-пашом, 1597. године манастир је запустео. Судећи по натпису на једној сачуваној спомен-плочи која се односи на пропаст манастира, код олтара се налазила "светиња" а тада су манастиру десетак давала села: Прислоница, Брђани и Луњевица.
Обновљен је дотад пусти манастир 1805. године, од стране господара Милана Обреновића и Николе Милићевића Луњевице из села Луњевице у Рудничком округу. Изнад западних врата припрате постављен је натпис 1807. године. Из њега се види да обнова извршена трудом и настојањем поп Радисава Милошевића из села Прислонице 1805. године. По смрти Радославовој у манастиру се постригао његов сродник јеромонах Јосиф Милошевић 1807. године, који је био ктитор са другим ктиторима и приложницима. Када се манастир оправљао нађена је камена плоча са натписом из 1597. године и један округли тучани жиг манастирски из тог времена.
Нурију (парохију) манастирску чинили су у 19. веку села са укупно 395 кућа: Прислоница (са 110 кућа), Коњевићи (57), Соколићи (38), Брђани (80), Луњевица (64) и Семедраж (37). Године 1864. манастир је имао 12.688 гроша готовине. Манастирско братство 1870. године чине три калуђера. Манастирски посед 1889. године чине: 44 хектара оранице и 149 хектара шуме.
Пред Други светски рат, у манастир је, на гроб монаха оснивача, долазио велики број болесника, нарочито од душевних болести. Манастир је имао 180 хектара земље, углавном под шумом, и бању Горња Трепча. Старешина је 1937. постао јеромонах Николај Лазовић, тада стар свега 21 годину. Он је убрзо, уз помоћ сељака, подигао нови конак, уместо старог којег је подигао кнез Александар Карађорђевић, а који је био склон паду. Манастир је 1938. имао три монаха и пет "монашких приправника".

## Мошти
Мошти „Вујанског светитеља“ остале су унутар храма, крај јужног зида припрате. Десет година касније, до ових светих моштију биће положено тело устаничког војводе Лазара Мутапа (1815).
Уз јужни зид цркве сахрањен је и газда Никола Луњевица. Аманет Николе Милићевића да буде сахрањен у тој цркви осам година након његове смрти (1842) није одмах испуњен. То је учинила тек 60 година касније његова унука, краљица Драга Обреновић. На надгробном споменику код јужног зида, исписала је 1902. године посвету: "Своме милом деди, војводи Николи Луњевици, Драга Обреновић, краљица Србије". 
Чланови породице Николе Милићевића сахрањени су на источној страни уз цркву.
У оквиру цркве су касније смештене и земни остаци браће краљице Драге Обреновић, Никодија и Николе Луњевице, убијених током мајског преврата 1903. године.